# كوستل بانتيليمون
كوستل بانتيليمون (بالرومانية: Costel Pantilimon)؛ مواليد 1 فبراير 1987 في رومانيا، هو لاعب كرة قدم روماني يلعب لنادي واتفورد ومنتخب رومانيا لكرة القدم كحارس مرمى.

## روابط خارجية
- كوستل بانتيليمون على موقع الاتحاد الأوربي (الإنجليزية)
- كوستل بانتيليمون على موقع قاعدة بيانات كرة القدم.إي يو (الإنجليزية)
- كوستل بانتيليمون على موقع ناشيونال فوتبول تيمز (الإنجليزية)
- كوستل بانتيليمون على موقع Soccerbase.com (لاعب) (الإنجليزية)
- كوستل بانتيليمون على موقع Soccerway.com (الإنجليزية)
- كوستل بانتيليمون على موقع عالم كرة القدم.نت (الإنجليزية)
- كوستل بانتيليمون على موقع كووورة
- كوستل بانتيليمون على موقع AS.com (الإسبانية)